# Stolephorus commersonnii
L'acciuga di Commerson (Stolephorus commersonnii), anche conosciuta come acciuga di Devisy e acciuga dalla mascella lunga, è una specie di pesce migratorio della famiglia degli Engraulidae. È conosciuto come Haalmassa (හාල්මැස්සා) nello Sri Lanka, dove viene cucinato per diventare un alimento ricco di nutrienti. È ampiamente usato come esca viva o morta nella pesca dei tonni.

## Descrizione
È un piccolo pesce da banco che vive fino a circa 0-50 metri di profondità nella maggior parte delle aree tropicali degli oceani Indo-pacifici a partire dal Madagascar e le Mauritius a ovest fino a Hong Kong e Papua Nuova Guinea a est. La lunghezza massima non supera i 10 cm. Non ha raggi morbidi dorsali e possiede 18 o 19 raggi morbidi anali. Ci sono da 0 a 5 piccole squame aghiformi nella regione della pancia, che è leggermente arrotondata. Il colore è uguale a quello di altri Engraulidae con una carnagione marrone chiara e una striscia argentata sul fianco. Di solito si nutre di plancton che trova vicino alla superficie.
Il pesce, insieme al più grande Stolephorus indicus, è parte della cucina delle regioni marittime dell'Asia meridionale e sud-est. Può essere servito croccante e usato per preparare prodotti culinari a base di pesce come la salsa di pesce e altri piatti della cucina sud-asiatica. Nello Sri Lanka questa varietà di pesce viene trasformata in uno snack immergendola in una pastella di farina, poi impanata e fritta nell'olio. È anche popolare nel "curry bianco", cioè un curry fatto con latte di cocco. Una variante più piccante è preparata con sugo di peperoncino secco e servito con cocco fresco raschiato per compensare la piccantezza del sugo.